# Saleh Al Moghamssi
Saleh bin Awad al Moghamssi (en arabe : صالح بن عواد المغامسي الحربي, ṣaleḥ bin `Awad al-Maġamsi ), né le 17 novembre 1963 à Médine, est un théologien Kalâm sunnite d'Arabie saoudite. Ancien élève du grand mufti Abd al-Aziz ibn Baz, il occupe le poste d'imam de la mosquée de Quba de Médine. 

## Biographie

### Enfance et formation
Saleh Al Moghamssi nait en 1963 dans la région d'Al Madinah du Royaume d'Arabie saoudite. Il grandit et fait ses études à Médine, où il fréquente l'Université du roi Abdulaziz où il est diplômé en langue arabe et en études islamiques.  

### Carrière
En 1991, Saleh Al Moghamssi devient superviseur de l'éducation au Département de langue arabe de la Direction générale de l'éducation à Médine. Après quelque trois années, il devient membre de la Commission de sensibilisation islamique pour le Hajj. 
En 2001 il est nommé Khatib à la mosquée du roi Abdul Aziz à Médine, où il travaille plusieurs années. 
Quatre ans plus tard, il devient membre de la Commission internationale sur les preuves scientifiques dans le Coran et la Sunna.  
En 2010,il devient directeur général du centre de recherche et d'études de Médine. L'année suivante, il est nommé conférencier à l'Institut supérieur des imams et orateurs de l'Université de Taibah.    